# Abbadia (Montepulciano)
Abbadia è una frazione del comune italiano di Montepulciano, nella provincia di Siena, in Toscana.
La frazione è situata a circa 10 km dal capoluogo, posta a 282 m s.l.m. in Valdichiana.

## Storia
Il borgo sorge come corte dell'antico castello di Abbadia Argnano, conosciuto anche come Badia de' Caggiolari o Badia in Crepaldo, così denominata per la presenza dell'abbazia di San Pietro della diocesi di Chiusi, come è menzionato in un documento del 6 maggio 1551 redatto a Roma da Giovanni da Recanati di Arezzo.
Abbadia sorge lungo l'antica via Lauretana e infatti resiste ancora nella memoria popolare di alcuni abitanti il toponimo strada vecchia (oggi via Morandi) che sta ad indicare un breve tratto di via che si distaccava dalla Lauretana all'altezza dell'abitato di Santa Maria. Il toponimo non lascia dubbi sull'antichità di questa diramazione della Lauretana che proseguiva per il Palazzo (il toponimo potrebbe indicare la presenza nel Medioevo di una fattoria fortificata), le Tombe e Sambuono (due aree sepolcrali di età etrusca e romana), dove si congiungeva con l'importante strada che collegava Montepulciano al Castello di Ciliano e Torrita di Siena.

## Monumenti e luoghi d'interesse

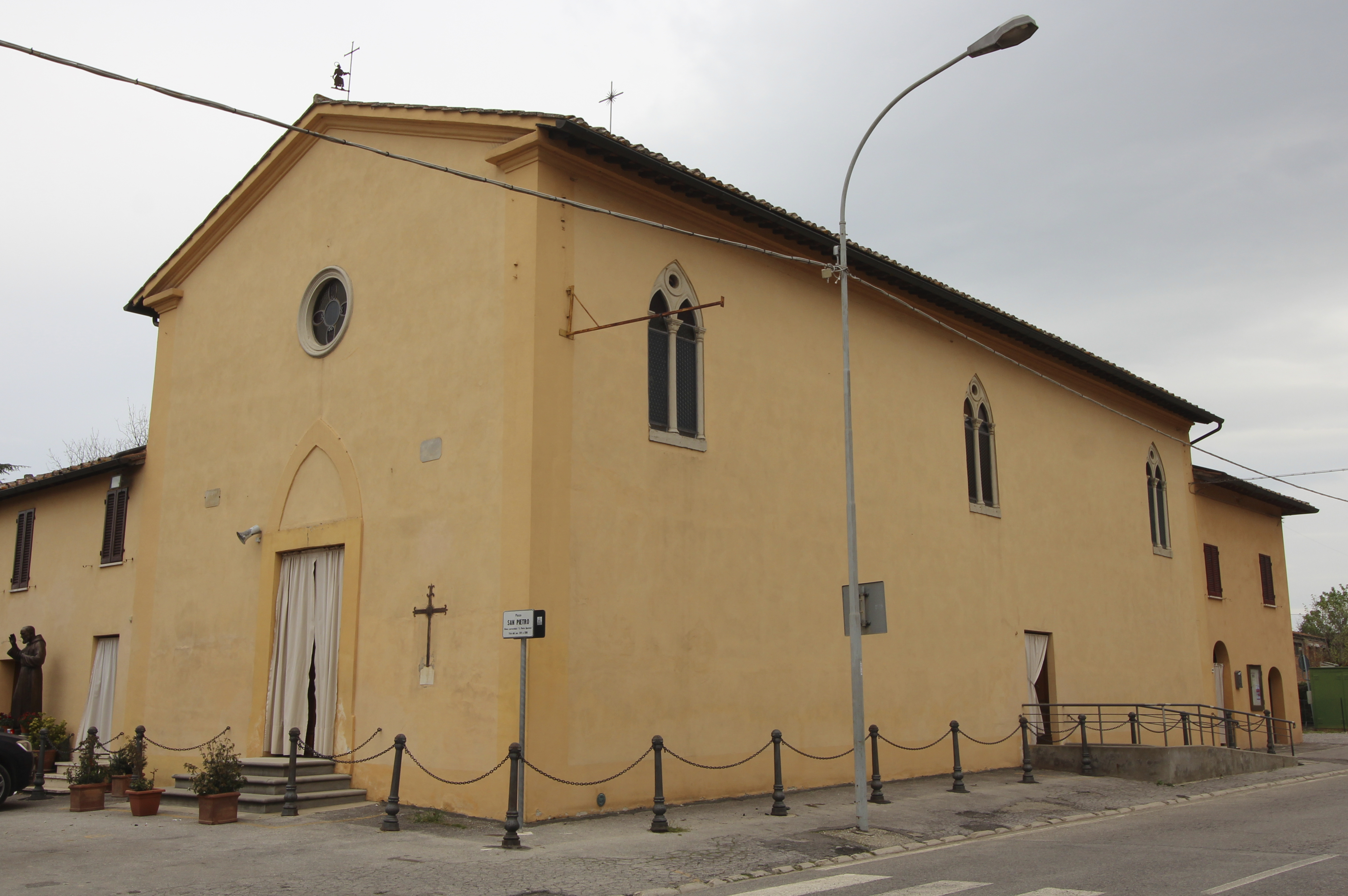
La chiesa di San Pietro

Ad Abbadia si trova la fattoria dei conti Bastogi, antica villa granducale di Toscana. Al centro del paese, lungo via della Resistenza, sorge la chiesa parrocchiale di San Pietro.
Sono inoltre presenti un palazzetto dello sport, un teatro, una scuola materna ed elementare, due bar, un tabacchi, edicola, poste, market e farmacia.